# Wilhelm Tham (industriman)
För andra betydelser, se Wilhelm Tham.
Gustaf Wilhelm Sebastian Tham, född 5 september 1839 i Stora Kopparbergs församling, Kopparbergs län, död 2 augusti 1911 i Hakarps församling, Jönköpings län, var en svensk industriman. Han var knuten till Husqvarna vapenfabriksaktiebolag 1876-1911.

## Biografi
Wilhelm Tham avlade studentexamen 1855 och genomgick högre artilleriläroverket på Marieberg, praktiserade 1860–1862 vid Motala verkstad, men fortsatte därefter sin utbildning genom anställningar och studier vid åtskilliga varv och maskinverkstäder i utlandet. Åren 1870–1874 var han ingenjör vid Motala verkstad och sedermera disponent vid Ankarsrums bruk.

### Husqvarna vapenfabrik och samhället Huskvarna
Åren 1876–1911 var Tham verkställande direktör för Husqvarna vapenfabriksaktiebolag och ordförande i detta bolags styrelse, en period, som kännetecknades av storartad utveckling för bolaget, vars framstående ställning inom vapenindustrin under Wilhelm Thams ledning i hög grad befästes. Verksamheten utvidgades till allt flera områden inom metallindustrin, utom den gamla välkända, om än moderniserade, tillverkningen av jaktgevär, särskilt fabrikation av spisar, kaminer, symaskiner och velocipeder. 
Wilhelm Tham var en av föregångsmännen inom landet för ett rationellt ordnande av arbetarbostadsfrågan, i det att på hans initiativ möjligheter bereddes för Husqvarna vapenfabriks personal att med understöd från bolaget anlägga egna hem. För Huskvarna samhälle, som under Thams direktörstid erhöll stadsrättigheter, nedlade han likaledes ett omfattande och oegennyttigt arbete. 
År 1901 donerade han pengar till byggandet av Huskvarna kyrka. Fabrikens kapell, ett tidigare kruthus, hade tidigare fått duga, Huskvarna tillhörde vid denna tid Hakarps socken. År 1908 var Birger Damstedts kyrkobyggnad klar för invigning. Hela 47.743 kronor hade bygget kostat, varav Tham hade bidragit med 25.000, ett belopp som han själv fått som gåva av bolaget.
Tillsammans med sin maka donerade han pengar för byggandet av ett idrottshus, som invigdes 1910, året innan Huskvarna blev stad från att ha varit köping sedan 1907. 
Redan 1907 hade en konsert anordnats i fabrikens lokaler. I cykelverkstaden, där mer än 900 personer hade bänkat sig. År 1909 framträdde storsångaren och sedermera operachefen John Forsell i den nybyggda snickarverkstaden och senare i Idrottshuset, vars akustik han bedömde som mycket god. 
Kungsgatan kallades vid denna tid ”Sista gatan”, området norr om den var i stort sett obebyggt. Tham såg till att planer utarbetades för en utbyggnad mot norr och det lär ha varit på hans initiativ som Esplanaden anlades. 

### Offentliga uppdrag

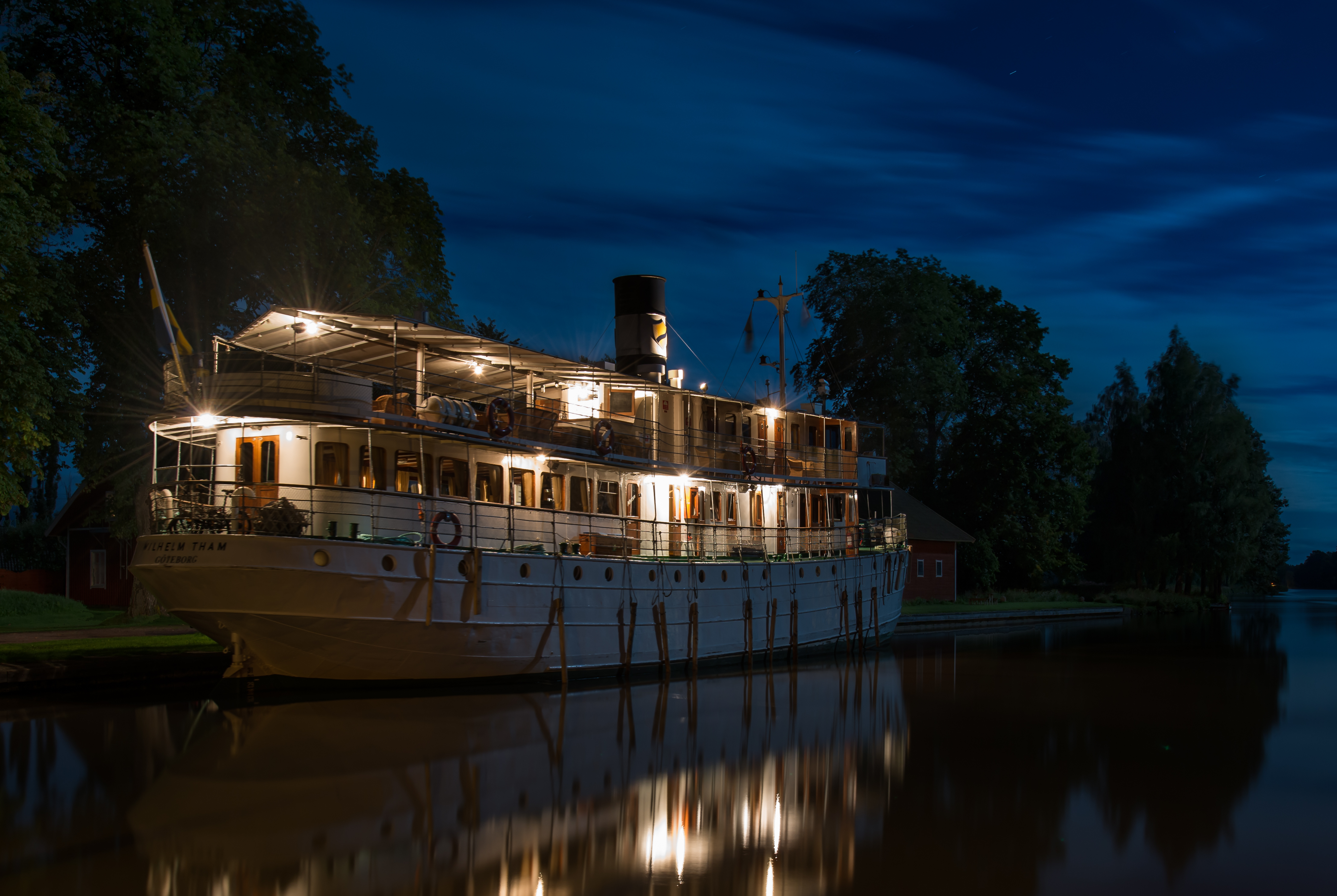
M/S Wilhelm Tham.

Wilhelm Tham representerade 1887-91 Jönköpings läns valkrets i riksdagens första kammare, var Sveriges ombud vid arbetarskyddskongresserna i Berlin 1890 och i Bryssel 1897, blev 1899 ledamot och 1900 ordförande i förliknings- och skiljedomskommittén samt var 1905 en av underhandlarna angående handelstraktat mellan Sverige och Tyskland. I sin politiska verksamhet anslöt sig Tham närmast till den protektionistiska högern, men intog i bl.a. rösträttsfrågan en självständig, framstegsvänlig ståndpunkt. Tham var sedan 1899 ledamot av Vetenskapsakademien.
Han var bror till Vollrath Tham och Sebastian Tham. Hans gravvård återfinns på Huskvarna kyrkogård. Hans porträttbyst, gjord av Carl Eldh, kan ses i Idrottsparken intill Idrottshuset. Göta kanalfartyget M/S Wilhelm Tham från 1912 är uppkallat efter honom. Sonen Gustaf Tham efterträdde honom som direktör i Huskvarna. Sonen Wilhelm Tham blev hovmarskalk hos Gustaf VI Adolf.

## Familj
Tham gifte sig 6 juni 1873 på Ulvåsa i Ekebyborna socken med Julia Elisabet Lovisa Reuterskiöld (1851–1918), dotter till kammarherren Adam Reuterskiöld och grevinnan Charlotte Elisabet Posse. De fick tillsammans barnen Louise Charlotte Elisabet Tham (född 1873) som var gift med majoren Johannes Friedrich Alfred von Preen, direktören Gustaf Tham (1875–1953), Carl Henrik Sebastian Tham (1878–1880), underlöjtnanten Lennart Vilhelm Sebastian Tham (1880–1926), Emmy Sofia Elisabet Tham (född 1882), Hedvig Eva Augusta Tham (född 1884) som var gift med översten Ernst af Klercker, hovmarskalken Wilhelm Tham (1890–1988) och Ebba Margareta Elisabet Tham (född 1893) som var gift med häradshövdingen Göran Jakob Teodor Tersmeden.